# Agué-Xalugá
Agué Xalugá ou Ajè Xalugá (em iorubá: Ajε ṣàlúgà) (Pron. "ajê xalugã") é um orixá africano feminino,  orixá da riqueza, da harmonia, dona da prosperidade do mundo, dona do brilho e orixá funfum (que veste branco) É um orixá calmo, harmonioso e paciente. Seus filhos têm brilho por natureza e transmitem uma energia harmoniosa para o ambiente. Ajé Xalugá foi criada por Olodumare (Deus Supremo) para trazer aos seres humanos a noção do que é ser próspero e do que é ter progresso na vida, sendo um orixá que reconhece a luta e o esforço da humanidade. Um de seus oriquis (evocações) diz: "Ajé, entre em minha casa! Para que a sorte entre logo no meu lar e na minha vida" (SÀLÁMÌ, 2015, p. 80)
A palavra Ajè pode ser traduzida como Progresso para você, sucesso para você e Que aquilo que você espera de seu trabalho se concretize" (SÀLÁMÌ, 2015, p. 80)
"Ela, com seu poder, reconhece e remunera o esforço do ser humano. Ajé é o orixá das conquistas humanas e [...] um orixá que também traz o significado do trabalho e da vida. Ela faz com que nossos esforços, nossas tentativas, nossos sonhos e nossa realidade não sejam em vão [...] "- Ògúndáre Sówùmni
Esse orixá possui como simbolismo a espuma do mar, pois é associada ao brilho e ao destaque na vida que seus devotos atingem e buscam atingir ao cultuá-la
Na Mitologia iorubá, Ajè-Xalugá é considerada filha de Iemanjá com Olocum, ambas divindades consideradas donas do mar.
É importante notar que as práticas religiosas podem variar entre as casas e terreiros, e a forma como Ajé Salugá é cultuada pode diferir em cada tradição específica.